# Hakim El Batni
Hakim El Batni (de son vrai nom Hakim Aït Ameur Meziane) est un chanteur algérien de musique chaouie d'expression arabe. Il est natif de Batna.

## Biographie
Il est né de père kabyle et de mère chaoui. En 1980, il intègre le groupe El Moustakbal, puis le groupe Essaâda de Mostefa Abdou dit Bedj, décédé en 1992. En 1985, il rejoint le groupe El Kahina ou il réalisera son premier album Ya kmar ya ali chez l'éditeur Rachid et Fethi à Tlemcen. En 1989, il se fait connaître par le tube Marhaba beouled Sidi. En 1992, il sort son deuxième album avec l'aide de la maison des frères Torki d'Alger et de son groupe d'El Kahina.
Par la suite, il sera atteint d'un handicap physique. En 2002, il sort un album de huit chansons en France avec le tube Bin youm oua lila. Il enchaine plusieurs tournées en France et dans d'autres pays d'Europe. En 2005, il sort un autre album, Fi hadh ezzamane, qu'il interprète dans le festival international de musique de Timgad et en 2006 au théâtre du Casif à Alger. En septembre 2008, il effectue une tournée en France, notamment à Lyon, Grenoble et Metz.
En 2009, il participe à un concert hommage de Katchou à la maison de la culture Mohamed-Laïd-Al-Khalifa de Batna,.

## Discographie
Hakim El Batni a composé huit Albums: